# Wurzener Land

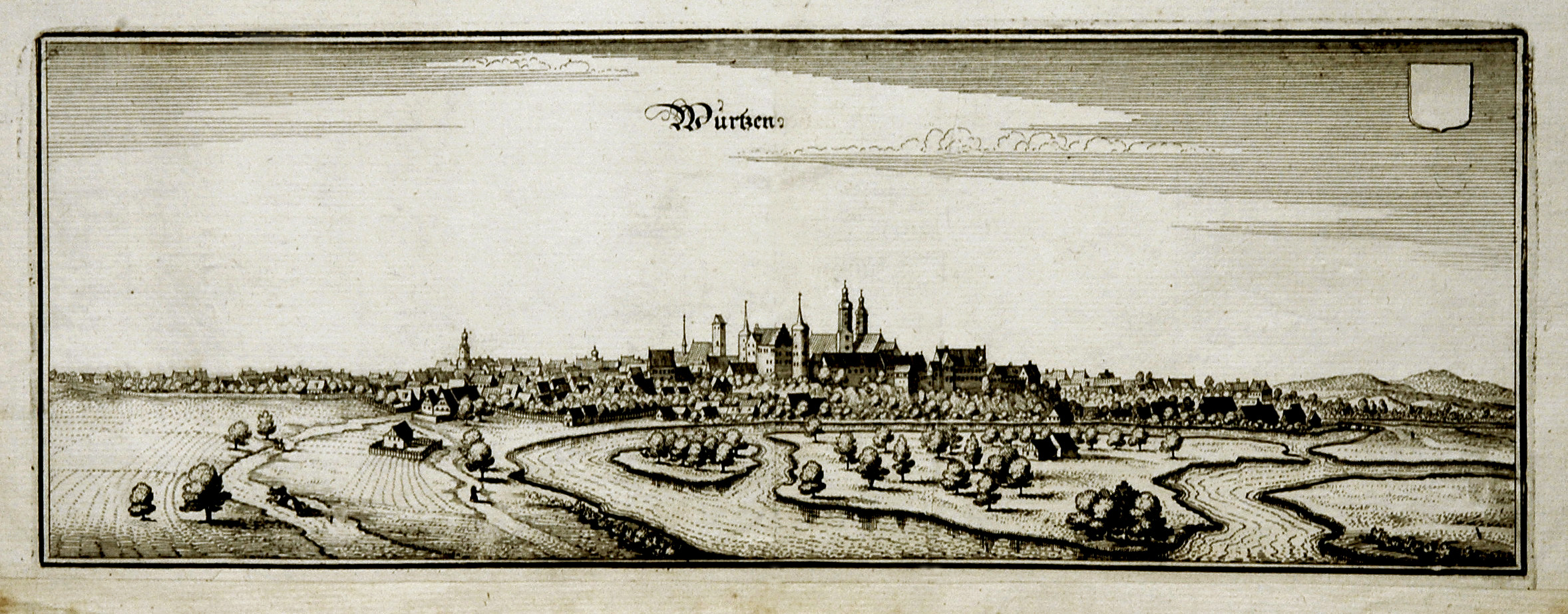
Wurzen um 1650 (nach Merian)

Das Wurzener Land ist ein Gebiet, in dem im Mittelalter die Bischöfe zu Meißen geschlossenen Besitz und territoriale Hoheitsrechte erwarben und behaupteten. Bis in die 1930er Jahre lassen sich Spuren der alten Landeseinheit in der ungefähren Übereinstimmung der Grenzen des einstigen Bischofslandes mit denen des Wurzener Amtsgerichtsbezirks finden. Das Wurzener Land bezeichnet ein historisches Territorium auf beiden Seiten der Vereinigten Mulde im Norden des heutigen Landkreises Leipzig, an der Grenze zum Landkreis Nordsachsen, mit der am östlichen Hochufer der Mulde gelegenen Großen Kreisstadt Wurzen als zentralem Ort.
Der Name geht zurück auf das seit etwa 1000 entstandene weltliche Herrschaftsgebiet des Hochstifts Meißen, das – nach der Reformation und dem Amtsverzicht des letzten Bischofs von Meißen – von 1581 bis 1818 als eines der Nebenlande des albertinischen Kurfürstentums bzw. Königreichs Sachsen durch eine eigens eingesetzte Stiftsregierung zu Wurzen verwaltet wurde. Ein bedeutendes Baudenkmal ist Zeugnis dieser Epoche: Der Dom St. Marien zu Wurzen, der 2014 auf sein 900-jähriges Jubiläum verweisen konnte.
Die alte Bezeichnung trägt in Erinnerung an das frühere Stiftsterritorium seit 2009 einer der sieben Sozialräume des neukonstituierten Landkreises Leipzig. Der Planungsraum „Wurzener Land“ besteht seitdem aus der Großen Kreisstadt Wurzen (seit 2006 einschließlich Gemeindeverband Kühren-Burkartshain), den Gemeinden Bennewitz, Thallwitz und Lossatal (2012 aus den Gemeinden Hohburg und Falkenhain entstanden), insgesamt rund 292 km² mit 32.958 Einwohnern (2009) in 48 Orten.

## Geschichte des Stiftsterritoriums

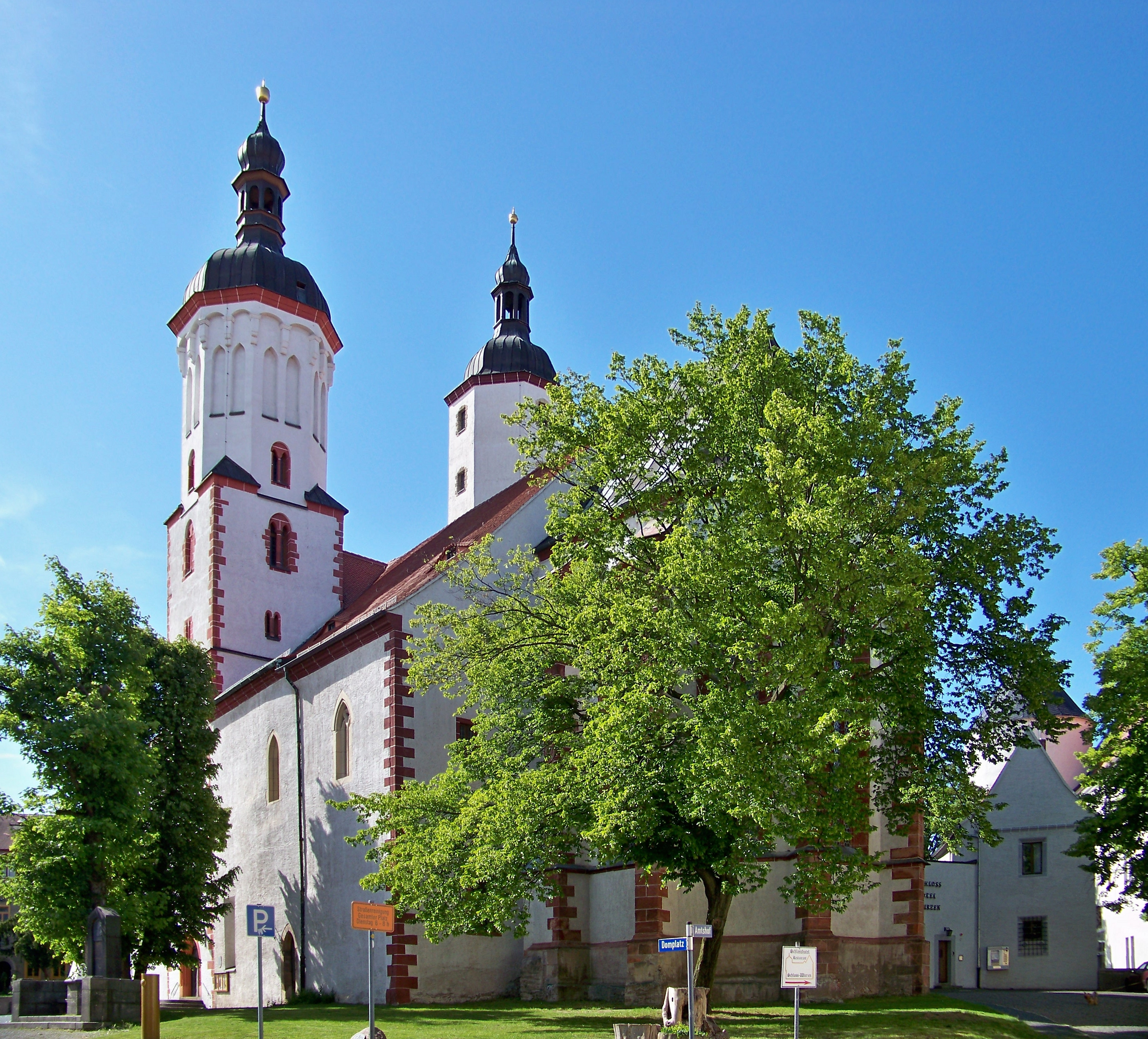
Dom St. Marien zu Wurzen

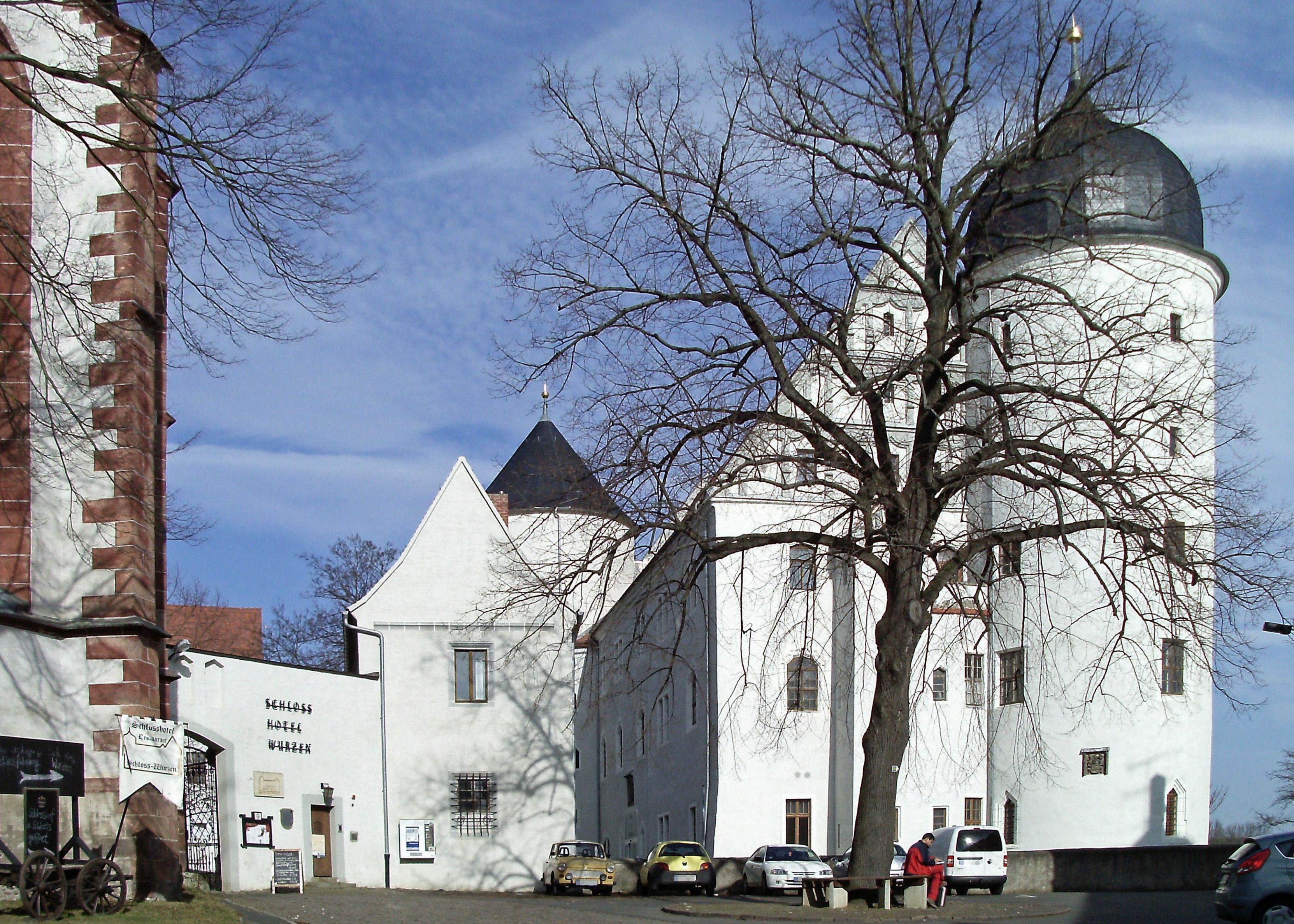
Schloss Wurzen

In einer Schenkungsurkunde König Ottos I. vom 29. Juli 961 für das Mauritiuskloster in Magdeburg wurde eine „altera regio Neletici, ubi est Vurcine civitas“ (die andere Landschaft Neletici, wo der Burgward Wurzen liegt) erwähnt. Die Gauzugehörigkeit dieser slawischen Siedlungszelle ist bis heute nicht befriedigend geklärt.
Die Burgwarde Wurzen am Ostufer und Püchau am Westufer der Mulde erhielten ihre besondere Bedeutung durch ihre Lage an einer wichtigen Muldenfurt sowohl im Verlauf einer Altstraße (der späteren Via Regia) zwischen Saale und Elbe als auch einer alten Salzstraße von Halle nach Prag.
Nach einer von König Otto III. 995 in Havelberg ausgestellten, aber offensichtlich nach 1004 manipulierten und mit falschem Herrschersiegel versehenen Urkunde, erhielt das Bistum Meißen die Orte Wurzen und Püchau aus dem Lehen des verstorbenen Grafen Esiko von Merseburg. Damit war für die Bischöfe von Meißen die Grundlage für den Auf- und Ausbau einer eigenen weltlichen Territorialherrschaft, des Hochstifts, an beiden Ufern der Vereinigten Mulde geschaffen. Der Fluss bildete jedoch seit 1017 die von Kaiser Heinrich II. festgelegte Diözesangrenze zwischen den Bistümern Merseburg und Meißen.
Der verstärkten Missionsarbeit und dem Ausbau eines weltlichen Herrschaftskomplexes zwischen Mulde und Elbe dienten auch die Gründung eines Kollegiatstifts und der Bau einer Stiftskirche (heute Dom St. Marien) auf dem Gelände der Wurzener Burg durch Bischof Herwig. In der Stiftungsurkunde von 1114 tauchte erstmals der Name „Wurzener Land“ auf (in territorio Wurtzensi).
Das in der Urkunde erwähnte telonium Wurtzense, die Wurzener Zollstation, ist ein Hinweis auf die alte West-Ost-Handelsstraße, die damals nördlich der Burg verlief (u. a. heutiger Straßenzug Altstadt).
Der Landesausbau, an dem sich auch die Bischöfe von Meißen durch die Ansiedlung von Bauern aus den westlichen Reichsgebieten zielstrebig beteiligten, erweiterte die ursprüngliche Siedlungskammer beträchtlich und schuf die noch heute bestehende Feld- und Waldverteilung sowie die Grundlagen des neuzeitlichen Siedlungs- und Wegenetzes. Gleichzeitig entstand um 1150 zwischen den bereits bestehenden Siedlungskernen an der Burg Wurzen eine Marktsiedlung mit Stadtrecht.
Im Jahr 1284 wurden die Grenzen der terra Worcinensis in einer Urkunde festgelegt, die einen schon langjährigen Streit zwischen dem Bischof und dem Markgrafen von Meißen um landesherrliche Rechte und Befugnisse im Wurzener Land zugunsten der Bischöfe beendete. Der Grenzverlauf zeigt sich zum Teil noch heute in Gemeindegrenzen und der Grenze zwischen den Landkreisen Leipzig und Nordsachsen. Das Wurzener Land erstreckte sich um 1300 von der Wasserscheide zwischen Saale und mittlerer Mulde bis zur Wasserscheide zwischen Mulde und Elbe über eine Fläche von 275 km² mit 56 Dörfern.
Im 14. Jahrhundert wurde das Wurzener Land in bischöflichen Urkunden meist als districtus bezeichnet: Es erschien als besondere Verwaltungseinheit des Hochstifts wie auch Mügeln, Stolpen und Bischofswerda. Im 15. Jahrhundert traten in deutschen Texten Bezeichnungen wie Wortzenische oder Worczinische pflege auf.
Obwohl die Markgrafen von Meißen und später die Kurfürsten von Sachsen Teile des Stiftsgebiets westlich der Mulde und im Osten unter ihren Besitz brachten, blieb das Wurzener Land bis zur Reformation ein wesentlicher Teil des Hochstifts Meißen. Erst 1581, nach dem Rücktritt des letzten Meißner Bischofs, Johann IX. von Haugwitz, wurde das Wurzener Land vollständig in die wettinischen Lande eingegliedert. Bis 1818 wurde es im Auftrage des Dresdener Hofes durch das Stiftsamt Wurzen, „durch die des Stifts Meißen verordneten Hauptmann, Kanzler und Räte“ verwaltet. Das Kollegiatstift Wurzen besteht bis heute als (lutherisches) Domkapitel fort.
Im 19. Jahrhundert wurde das Amt Wurzen Teil der Amtshauptmannschaft Grimma. Nur das Gerichtsamt bzw. seit 1874 der Amtsgerichtsbezirk Wurzen erinnerte noch bis 1952 an das alte Territorium. Im Kreis bzw. Landkreis Wurzen, der von 1953 bis 1994 bestand, wurde aus dem alten Stiftsgebiet, erweitert um einige Gemeinden westlich der Mulde, nochmals eine eigenständige untere Verwaltungseinheit gebildet, die 1994 im Muldentalkreis und mit diesem 2008 im Landkreis Leipzig aufging.